# 南港発電所
南港発電所（なんこうはつでんしょ）は、大阪市住之江区南港南7-3-8にある関西電力の天然ガス火力発電所。

## 概要
1985年10月11日に新設工事に着手、1987年11月9日に建設工事が着工し、1990年11月に1号機が運転を開始、3号機までが建設された。大阪湾に面し、南港の南埠頭地区に位置する。高さ200mの煙突が特徴的。敷地内にPR館エル・シティ・ナンコウがあるが、2013年3月から休館している（のち2016年3月をもって、スポーツ施設以外は閉館となった）。2025年3月31日をもって現行の設備が廃止され、新たにコンバインドサイクル発電方式に更新される予定である。
1991年（平成3年）2月23日、公共の色彩賞を、同年8月14日には国際照明デザイン賞（北米照明学会）をそれぞれ受賞している。

## 発電設備
- 総出力：180万kW[6]

1号機
定格出力：60万kW
使用燃料：LNG
蒸気条件：超臨界圧（Super Critical）
営業運転開始：1990年（平成2年）11月30日
2号機
定格出力：60万kW
使用燃料：LNG
蒸気条件：超臨界圧（SC）
営業運転開始：1991年（平成3年）2月22日
3号機
定格出力：60万kW
使用燃料：LNG
蒸気条件：超臨界圧（SC）
営業運転開始：1991年（平成3年）10月25日

## スカイタワー
発電所の集合煙突は大阪湾の玄関口のシンボルタワーにふさわしくモニュメンタルな曲線を生かした三角形状のデザインとしている。発電所のシンボルとも言える煙突で、地元の人たちに「南港スカイタワー」という愛称で親しまれている。その美しいフォルムとともに、白に淡いグリーンのストライプが施されている。このことから、「白ねぎくん」の愛称で地域の皆さまから親しまれている。
1990年に完成。三缶集合型鉄筋コンクリート造煙突で、高さは200メートルにもなる。
また、工場緑化を実施するなど、地域の景観との調和に配慮した発電所となっている。発電所の周りを取り囲むように設けられた「緑化マウント」と呼ばれる緑地帯は敷地面積のほぼ35パーセントとなる約18万平方メートルにもおよぶ。